# São João da Varjota
São João da Varjota é um município brasileiro do estado do Piauí. Localiza-se a uma latitude 06°24'47" sul e a uma longitude 41°51'52" oeste, estando a uma altitude de 340 metros. Sua população estimada em 2004 era de 4 450 habitantes.
Possui uma área de 387,17 km².